# Кубок Джей-ліги 1992
Кубок Джей-ліги 1992 — 1-й розіграш Кубка Джей-ліги. У змаганні брали участь 10 японських футбольних колективів. Титул здобув Верді Кавасакі.

## Календар
| Раунд          | Дата матчів                | Матчі | Клуби  |
| -------------- | -------------------------- | ----- | ------ |
| Груповий раунд | 5 вересня - 11 жовтня 1992 | 36    | 10 → 4 |
| 1/2 фіналу     | 16 жовтня 1992             | 2     | 4 → 2  |
| Фінал          | 23 листопада 1992          | 1     | 2 → 1  |

## Груповий раунд
| Поз | Команда              | І | В | П | ГЗ | ГП | РГ  | О  | Кваліфікація        |
| --- | -------------------- | - | - | - | -- | -- | --- | -- | ------------------- |
| 1   | Верді Кавасакі       | 9 | 6 | 3 | 18 | 11 | +7  | 29 | Вихід до 1/2 фіналу |
| 2   | Сімідзу С-Палс       | 9 | 5 | 4 | 16 | 12 | +4  | 27 | Вихід до 1/2 фіналу |
| 3   | Наґоя Ґрампус        | 9 | 6 | 3 | 14 | 10 | +4  | 27 | Вихід до 1/2 фіналу |
| 4   | Касіма Антлерс       | 9 | 4 | 5 | 25 | 20 | +5  | 25 | Вихід до 1/2 фіналу |
| 5   | Урава Ред Даймондс   | 9 | 5 | 4 | 15 | 16 | −1  | 25 |                     |
| 6   | ДЖЕФ Юнайтед Ітіхара | 9 | 5 | 4 | 8  | 7  | +1  | 22 |                     |
| 7   | Йокогама Марінос     | 9 | 5 | 4 | 14 | 14 | 0   | 22 |                     |
| 8   | Ґамба Осака          | 9 | 4 | 5 | 13 | 18 | −5  | 21 |                     |
| 9   | Санфречче Хіросіма   | 9 | 3 | 6 | 15 | 18 | −3  | 18 |                     |
| 10  | Йокогама Флюґелс     | 9 | 2 | 7 | 10 | 22 | −12 | 10 |                     |

## 1/2 фіналу
| Команда 1      | Рахунок | Команда 2      |
| -------------- | ------- | -------------- |
| 16 жовтня 1992 |         |                |
| Сімідзу С-Палс | 1:0     | Наґоя Ґрампус  |
| Верді Кавасакі | 1:0     | Касіма Антлерс |

## Фінал
| 23 листопада 1992 |

| Верді Кавасакі  | 2:1      | Сімідзу С-Палс |
| --------------- | -------- | -------------- |
| М.Кадзуйосі 57' | Протокол |                |

| Національний стадіон, Токіо Глядачів: 56 000 Арбітр: Масахіро Соґава |